# Боса Ненадић
Боса Ненадић (Грковци, Југославија, 1953) српски је правник, председник Уставног суда Републике Србије и члан Сената Републике Српске.

## Биографија
Рођена је 1953. у Грковцима код Босанског Грахова. У Београд је дошла 1968. године. Право је завршила 1976, а докторирала 1986. на Правном факултету Универзитета у Београду. Боса Ненадић је председник Српског удружења за уставно право од 2007. године. Радила је као судија Уставног суда Републике Србије од 2002, а на положају председика Уставног суда Републике Србије је од 26. децембра 2007. године. Постала је Сенатор Републике Српске у другом сазиву Сената 2009. године.